# Броненосні крейсери типу «Ідзумо»

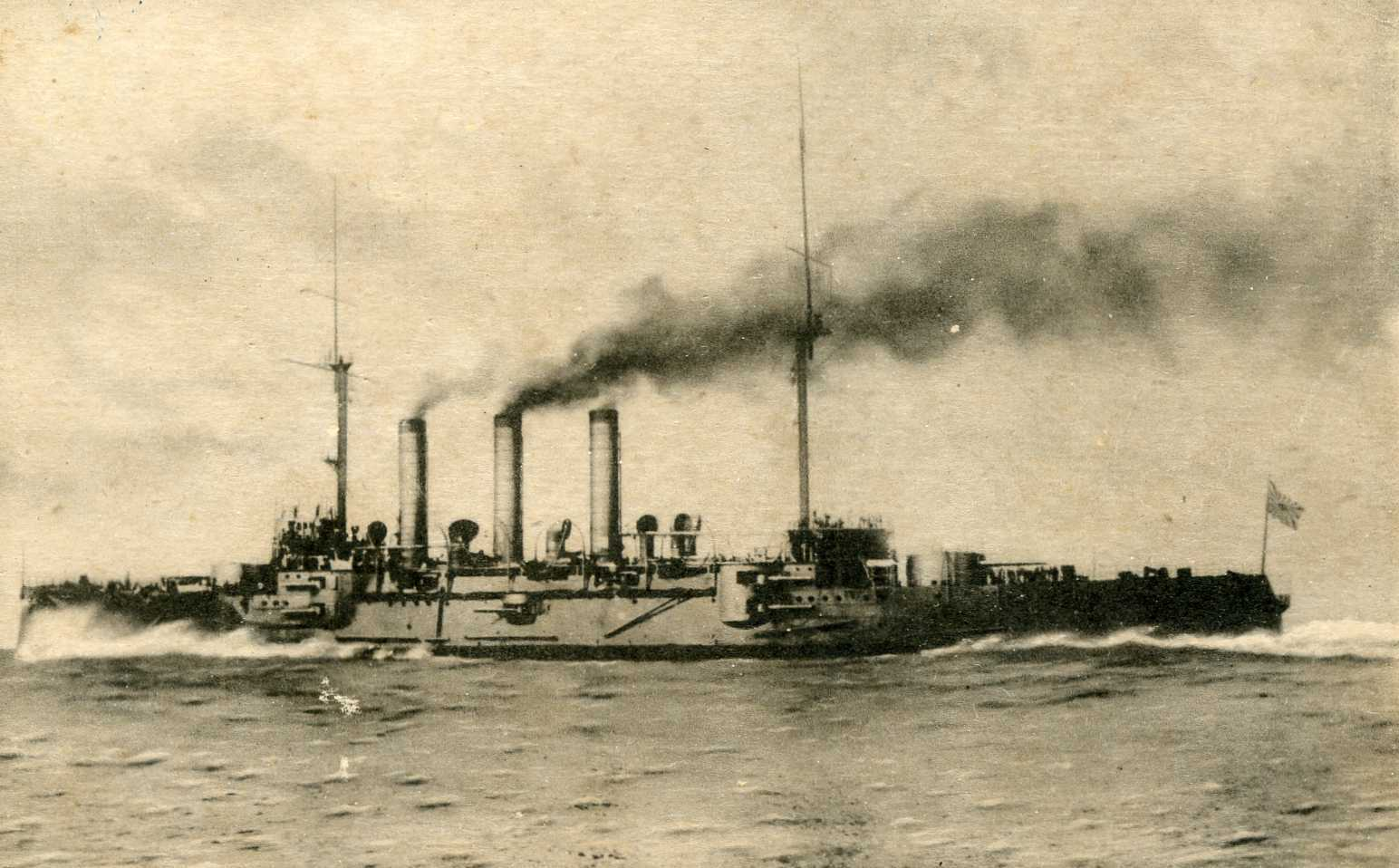
Представник типу, крейсер "Івате"

Крейсери типу «Ідзумо» (出雲型装甲巡洋艦, Izumo-gata sōkōjun'yōkan) - два броненосних крейсери, побудовані для Імперського флоту Японії наприкінці 1890-х. Через брак індустріальних спроможностей  самої Японії, їх замовили у Великій Британії. Вони передбачалися як частина програми розширення ВМС "Флоту шість-шість" (шести пре-дредноутів та аналогічної кількості броненосних крейсерів),  яка розпочалася після поразки Китаю унаслідок Японсько-цінської війни 1894–95 року.  Крейсери типу брали участь у трьох з чотирьох головних морських битв Російсько-японської війни 1904–05 років: атаці на Порт-Артур, Битві біля Ульсану та Цусімській битві — але виконували лише другорядні завдання під час Першої світової війни.
«Івате» почав використовуватись як навчальний корабель у 1916 та залишався у цій ролі переважну частину своєї служби. Однотипний «Ідзумо», переважно використовувався для навчання у 1920-х, але став флагманом сил флоту у Китаї 1932 р. Корабель взяв участь у Інциденті 28 січня того року і у Японсько-китайській війні, що розпочалася за рік. Корабель взяв участь на початкових стадіях Філіппінської операції на Тихоокеанському театрі бойових дій Другої світової війни до моменту, коли він підірвався на міні наприкінці 1941 року. «Ідзумо» приєднався до однотипного корабля у водах метрополії у 1943 році. Обидва кораблі стали цілями серії повітряних атак американської авіації на морській базі у Куре у липні 1945 року. Їх рештки були підняті після війни та утилізовані.

## Див також
Броньовані крейсери типу «Асама»